# Janet L. Norwood
Pour les articles homonymes, voir Norwood.
Janet Lippe Norwood (née Janet Sonia Lippe) (11 décembre 1923 à Newark-27 mars 2015 à Austin) est une statisticienne et économiste américaine. Elle a été la première femme commissaire au Bureau of Labor Statistics.

## Biographie
Janet Norwood est née le 11 décembre 1923 à Newark dans le New Jersey. Elle grandit à Irvington, et sort diplômée du New Jersey College for Women (actuellement Douglass College) de l'Université Rutgers. Elle obtient ensuite son doctorat à la Fletcher School of Law and Diplomacy de l'Université Tufts.
Elle est morte le 27 mars 2015 à Austin dans le Texas, de la maladie d'Alzheimer.

## Carrière
Janet Norwood entre au Département de Statistiques du Bureau of Labor Statistics comme économiste à temps partiel au début des années 1970, puis elle monte les échelons jusqu'à la tête de l'agence pendant treize ans sous contrats de quatre ans approuvés par le Sénat, initialement par le Président Jimmy Carter et renouvelée deux fois par le Président Ronald Reagan. Elle a pris en charge l'agence peu après que l'administration Nixon ordonne au Bureau de cesser de tenir des conférences de presse à l'occasion de l'annonce mensuelle des données de l'emploi et du chômage. Immédiatement après cet ordre, le Congressional Joint Economic Committee décide de restaurer la diffusion publique des données en tenant des auditions publiques auxquelles il demande au chef du Bureau de témoigner. Norwood acquiert une réputation que le Comité cite en exemple, au moment de sa retraite du service gouvernemental en 1991 et après être apparue 137 fois en 13 années, en reconnaissant son « intégrité, son professionnalisme et son impartialité ».
Se trouvant fréquemment être la seule femme dans des réunions de l'agence gouvernementale et d'associations professionnelles, elle a aidé à apporter de la reconnaissance à la présence des femmes et leur capacité de leadership. Parmi le premier groupe de femmes à être admises au Cosmos Club, à Washington, D.C., elle en devient la première femme présidente en 1995. Quand on lui demande souvent, surtout de la part de jeunes femmes, pour des conseils sur le développement de carrière, elle leur conseille d'avoir un mari qui soutienne. Elle s'est mariée à la fin de sa deuxième année de college, alors que son mari était dans le programme d'entraînement militaire de la Seconde Guerre mondiale.
Après avoir enseigné une année les sciences politiques au Wellesley College, elle et son mari partent à Washington, où il entre au service du Gouvernement et devient officier de l'U.S. Foreign Service. À la fin des années 1950 et au début des années 1960, ils vivent à Luxembourg et à Bruxelles, où elle l'accompagne avec leurs deux enfants dans ses missions auprès de la communauté européenne.
Durant son service comme commissaire au Bureau of Labor Statistics ou après sa retraite, elle a dirigé ou fait partie des conseils d'administration d'organisations professionnelles, dont la Société américaine de statistique, l'Institut international de statistique, l'Urban Institute, le National Opinion Research Center à l'Université de Chicago (NORC), le Conference Board, la statistical organization State of the USA Inc. (SOUSA), l'Institute of Global Ethics, le Consortium of Social Science Associations, le Committee of National Statistics du National Research Council of the National Academy of Sciences (CNSTAT), le Advisory Council on Unemployment Compensation. Elle a également siégé au comité de statistiques de l'Organisation de coopération et de développement économiques, et le groupe de l'OCDE à Paris a même continué à l'employer après sa retraite du gouvernement et son retour à la vie de simple citoyenne. Autre élément inhabituel, alors qu'elle est commissaire au BLS, elle a été membre du comité statistique du gouvernement canadien.

## Prix et distinctions
Janet Norwood a reçu des doctorats honoraires de l'Université Carnegie Mellon, l'Université Internationale de Floride, l'Université Rutgers et l'Université Harvard.
En 1974, elle est élue membre de la Société américaine de statistique et elle est membre honoraire de la Royal Statistical Society.

### Prix Janet L. Norwood
Depuis 2002, la School of Public Health de l'Université d'Alabama de Birmingham décerne le Prix Janet L. Norwood chaque année pour récompenser les femmes remarquables en statistiques. Parmi les lauréates du prix, on compte Lynne Billard, Marie Davidian, Francesca Dominici, Nancy Geller et Nan Laird.

## Publications
Janet Norwood, Organizing To Count : change in the federal statistical system, Urban Institute Press, 1er mai 1995 (ISBN 0877666350)
- Change and the 2020 census : not whether but how
- Domestic jurisdiction and the United Nations; a study of the concept of domestic jurisdiction in international organization
- Economic statistics for economies in transition : Eastern Europe in the 1990's
- Education : the key to job market success
- Food insecurity and hunger in the United States : an assessment of the measure
- International education and foreign languages : keys to securing America's future
- Key transportation indicators : summary of a workshop
- Labor law and practice in the Union of Burma
- Occupational outlook handbook : 1998-99 edition
- Problems in measuring consumer prices
- The 2000 Census : interim assessment
- The 2000 census, counting under adversity
- The Bureau of Transportation Statistics : priorities for the future
- The female-male earnings gap : a review of employment and earnings issues
- Women in the labor force : some new data series